# Digital Bridge Holdings LLC
Pour les articles homonymes, voir Bridge (homonymie).
Digital Bridge était une entreprise américaine de gestion de centre de données (data center), basée à Boca Raton en Floride. Elle a été rachetée par le fonds d'investissement américain Colony Capital en juillet 2019 pour 325 millions de dollars.

## Histoire
Digital Bridge Holdings, LLC, a été créée en 2013. Les fondateurs sont Ben Jenkins, dirigeant de Dering Capital (et anciennement du fonds d'investissement The Blackstone Group) et Marc Ganzi (en), ancien fondateur et directeur général de Global Tower Partners (en)). Digital Bridge indique notamment disposer d'une technologie, DigitalFusion Platform, facilitant l'interopérabilité entre plusieurs bases de données disparates existantes et le développement de portail commun.
En juillet 2016, Digital Bridge acquiert pour un montant non-dévoilé DataBank, entreprise basée à Dallas, possédant 6 centres de données à Dallas, Minneapolis et Kansas City..C'est sa première acquisition d'une autre entreprise travaillant également dans ce secteur des centres de données, et le signe des consolidations en cours dans ce secteur :  les acteurs de ce secteur cherchent à s'adapter à la demande croissante des entreprises américaines pour ce type de services, et pour disposer d'une plus forte capacité de stockages de données. Les acquisitions précédentes de Digital Bridge étaient orientées vers des sociétés spécialistes d'infrastructures de télécoms.
En janvier 2017, Digital Bridge acquiert pour 1 milliard de dollars, dettes comprises, une autre entreprise, Vantage Data Centers, au fonds Silver Lake Partners. Vantage gérait des centres de données à Santa Clara, en Californie, et à Quincy, Washington.
En juillet 2019, le fonds d'investissement Colony Capital annonce qu'il a convenu d'acquérir la holding de Digital Bridge, et que dans les négociations, il est prévu que Marc Ganzi, cofondateur de Digital Bridge, devienne le PDG de Colony Capital dans environ 18 à 24 mois.